# Neirivue-Moléson
La course Neirivue-Moléson (anciennement Neirivue-Le Moléson) est une course de montagne reliant le village de Neirivue au sommet du Moléson dans le canton de Fribourg en Suisse. Elle a été créée en 1979 par le FSG Neirivue.

## Histoire
La course Neirivue-Le Moléson voit le jour officieusement en 1979. À la suite de cet essai encourageant, elle devient officielle l'année suivante. Une centaine de concurrents rallie l'arrivée en 1980, dont une seule femme.
Lors de l'édition 1985, le champion d'Europe en titre, l'Autrichien Erich Amann, perd une de ses chaussures à plus de 2 km de l'arrivée. Il décide ne de pas s'arrêter et continue avec un pied nu. Malgré ce handicap, il remporte la victoire et bat le record du parcours de plus d'une minute.
En 1988, la course est sélectionnée comme super-cime, soit une épreuve de la Coupe internationale de la montagne (CIME). Cette promotion engendre une augmentation du nombre des participants de près de 30 %.
En 1994, la course est choisie pour la deuxième fois comme super-cime pour la CIME.
En 1996, la date passe du troisième dimanche d’août au premier dimanche de juillet, puis au troisième dimanche de juin à partir de 2009.
La course accueille les Championnats suisses de course en montagne à trois reprises en 2002, 2009 et 2019.
Le Colombien Saúl Antonio Padua remporte sa 3e victoire en 2019, devant le Suisse Rémi Bonnet qui devient champion suisse de course en montagne. Chez les femmes, Maude Mathys remporte la victoire et le titre.
Après avoir battu le record de participation en 2018 avec 693 coureurs classés au sommet du Moléson, l'édition 2019 fait encore mieux avec 779 coureurs classés,.
L'édition 2020 est annulée en raison de la pandémie de Covid-19. En 2021, les organisateurs décident de modifier le format de la course pour respecter les contraintes sanitaires liées à la pandémie en mettant en place un contre-la-montre sur un parcours raccourci entre Moléson-Village et le sommet. Ils sont néanmoins contraints d'annuler à nouveau la course.

## Parcours

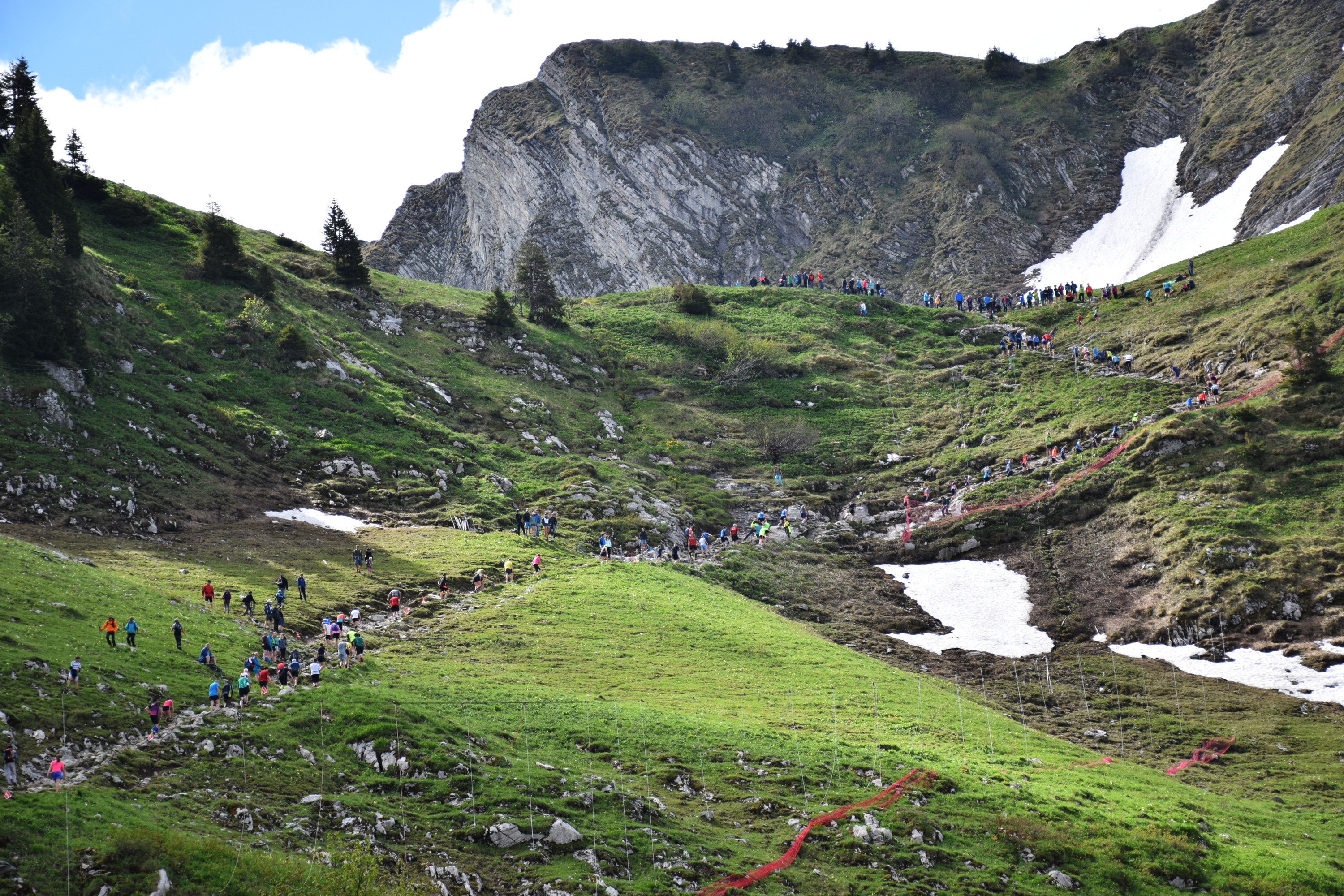
Parcours au-dessus du Gros-Plané.

Le parcours a changé à plusieurs reprises au fil des années, notamment à cause des dangers naturels. Le parcours rallie le village de Neirivue au sommet du Moléson en passant par les gorges de l'Evi. Initialement d'une longueur de 11,2 km, il présente un dénivelé de 1 290 m.
En 1983, la pente menant au sommet est jugée trop dangereuse. L'arrivée est abaissée à Plan-Francey. Le parcours est modifié à 12,2 km et le dénivelé n'est plus que de 840 m.
En 1987, l'arrivée est restaurée au sommet et le parcours est rallongé à 20 km. La longueur est réduite à 15,8 km en 1994, puis à 10,6 km en 1996.
En 2010 et 2011, les travaux du nouveau téléphérique contraignent les organisateurs à abaisser à nouveau l'arrivée à Plan-Francey. Le tracé mesure 10,3 km pour 920 m de dénivelé. Cependant en 2011, des éboulements dans les gorges de l'Evi forcent les organisateurs à trouver un tracé de remplacement. Ce dernier comprend un tour dans le village et se termine sur les hauteurs du village. Il mesure 10,3 km pour 740 m de dénivelé.
En 2018, le parcours est légèrement rallongé de 600 m en raison d'un éboulement vers Plan-Francey.

## Vainqueurs
| Année | Hommes                                              | Temps                                               | Femmes                                              | Temps                                               |
| ----- | --------------------------------------------------- | --------------------------------------------------- | --------------------------------------------------- | --------------------------------------------------- |
| 1979  | Stéphane Gmünder                                    | 1 h 2 min 10 s                                      | Chantal Gremaud                                     | 1 h 19 min 46 s                                     |
| 1980  | Michel Marchon                                      | 1 h 04 min 19 s                                     | Martine Sigg                                        | 1 h 49 min 42 s                                     |
| 1981  | Michel Marchon                                      | 1 h 05 min 41 s                                     | Suzanne Meuwly                                      | 1 h 37 min 57 s                                     |
| 1982  | Stéphane Gmünder                                    | 1 h 03 min 19 s                                     | Joëlle Frochaux                                     | 1 h 32 min 46 s                                     |
| 1983  | Stéphane Gmünder                                    | 57 min 48 s                                         | Angela Tooby                                        | 1 h 05 min 36 s                                     |
| 1984  | Rony Agten                                          | 57 min 01 s                                         | Hermine Haas-Schmid                                 | 1 h 14 min 16 s                                     |
| 1985  | Erich Amann                                         | 55 min 59 s                                         | Eroica Staudenmann                                  | 1 h 11 min 00 s                                     |
| 1986  | Beat Imhof                                          | 55 min 41 s                                         | Diana Kayser                                        | 1 h 12 min 55 s                                     |
| 1987  | Guido Bielmann                                      | 1 h 38 min 00 s                                     | Ella Ballmann                                       | 2 h 12 min 26 s                                     |
| 1988  | Guido Bielmann                                      | 1 h 37 min 11 s                                     | Fabiola Rueda                                       | 1 h 59 min 38 s                                     |
| 1989  | Jairo Correa                                        | 1 h 30 min 36 s                                     | Fabiola Rueda                                       | 2 h 04 min 07 s                                     |
| 1990  | Jairo Correa                                        | 1 h 33 min 27 s                                     | Fabiola Rueda-Oppliger                              | 1 h 55 min 41 s                                     |
| 1991  | Jairo Correa                                        | 1 h 31 min 20 s                                     | Fabiola Rueda-Oppliger                              | 1 h 57 min 01 s                                     |
| 1992  | Thierry Icart                                       | 1 h 34 min 07 s                                     | Fabiola Rueda-Oppliger                              | 2 h 00 min 43 s                                     |
| 1993  | Thierry Icart                                       | 1 h 34 min 39 s                                     | Elsbeth Heinzle                                     | 2 h 01 min 23 s                                     |
| 1994  | Jacinto López                                       | 1 h 19 min 13 s                                     | Magali Carné,                                       | 1 h 51 min 26 s                                     |
| 1995  | Claude Nicolet                                      | 1 h 24 min 41 s                                     | Louise Fairfax                                      | 1 h 38 min 38 s                                     |
| 1996  | Bobby Quinn                                         | 1 h 06 min 06 s                                     | Astrid Feyer                                        | 1 h 29 min 36 s                                     |
| 1997  | Jean-François Cuennet                               | 1 h 05 min 56 s                                     | Erkalo Adenech                                      | 1 h 19 min 21 s                                     |
| 1998  | Georges Volery                                      | 1 h 03 min 19 s 9                                   | Angela Mudge                                        | 1 h 11 min 33 s 7                                   |
| 1999  | Claude Nicolet                                      | 1 h 03 min 25 s 4                                   | Colette Borcard                                     | 1 h 17 min 37 s 0                                   |
| 2000  | Alexis Gex-Fabry                                    | 1 h 00 min 28 s 96                                  | Colette Borcard                                     | 1 h 17 min 49 s 05                                  |
| 2001  | Thierry Icart                                       | 1 h 03 min 13 s 8                                   | Isabelle Florey                                     | 1 h 15 min 33 s 4                                   |
| 2002  | Alexis Gex-Fabry                                    | 1 h 00 min 24 s 0                                   | Daniela Gassmann                                    | 1 h 11 min 30 s 0                                   |
| 2003  | Degene Ledetu                                       | 1 h 01 min 57 s 6                                   | Tsige Worku                                         | 1 h 14 min 21 s 0                                   |
| 2004  | Roman Skalsky                                       | 1 h 02 min 01 s 9                                   | Angela Mudge                                        | 1 h 11 min 09 s 8                                   |
| 2005  | Alexis Gex-Fabry                                    | 1 h 00 min 42 s 2                                   | Colette Borcard                                     | 1 h 14 min 34 s 1                                   |
| 2006  | Jonathan Wyatt                                      | 57 min 48 s 1                                       | Colette Borcard                                     | 1 h 16 min 04 s 7                                   |
| 2007  | Sébastien Epiney                                    | 1 h 00 min 47 s 9                                   | Marie-Luce Romanens                                 | 1 h 16 min 35 s 2                                   |
| 2008  | Jonathan Wyatt                                      | 59 min 36 s 7                                       | Laura Hrebec                                        | 1 h 13 min 04 s 8                                   |
| 2009  | Jonathan Wyatt                                      | 58 min 37 s 6                                       | Martina Strähl                                      | 1 h 08 min 57 s 3                                   |
| 2010  | Jonathan Wyatt                                      | 50 min 46 s 7                                       | Angela Mudge                                        | 1 h 02 min 21 s 1                                   |
| 2011  | Georges Burrier                                     | 42 min 15 s 0                                       | Eva Skalnikova                                      | 53 min 28 s 4                                       |
| 2012  | Saúl Antonio Padua                                  | 1 h 01 min 36 s 2                                   | Monika Fürholz                                      | 1 h 12 min 11 s 1                                   |
| 2013  | Alex Baldaccini                                     | 1 h 03 min 30 s 2                                   | Valentina Belotti                                   | 1 h 16 min 15 s 9                                   |
| 2014  | Saúl Antonio Padua                                  | 1 h 02 min 13 s 4                                   | Laura Hrebec                                        | 1 h 14 min 18 s 8                                   |
| 2015  | Petro Mamu                                          | 58 min 18 s 9                                       | Emily Collinge                                      | 1 h 09 min 48 s 3                                   |
| 2016  | Petro Mamu                                          | 1 h 00 min 24 s 7                                   | Christel Dewalle                                    | 1 h 11 min 46 s 5                                   |
| 2017  | Petro Mamu                                          | 59 min 09 s 72                                      | Maude Mathys                                        | 1 h 5 min 17 s 75                                   |
| 2018  | Robbie Simpson                                      | 1 h 01 min 48 s 63                                  | Christel Dewalle                                    | 1 h 14 min 21 s 23                                  |
| 2019  | Saúl Antonio Padua                                  | 58 min 46 s 7                                       | Maude Mathys                                        | 1 h 8 min 13 s 1                                    |
| 2020  | Course annulée en raison de la pandémie de Covid-19 | Course annulée en raison de la pandémie de Covid-19 | Course annulée en raison de la pandémie de Covid-19 | Course annulée en raison de la pandémie de Covid-19 |
| 2021  | Course annulée en raison de la pandémie de Covid-19 | Course annulée en raison de la pandémie de Covid-19 | Course annulée en raison de la pandémie de Covid-19 | Course annulée en raison de la pandémie de Covid-19 |
| 2022  | Rémi Bonnet                                         | 57 min 7 s 3                                        | Anaïs Sabrié                                        | 1 h 14 min 47 s 9                                   |
| 2023  | Rémi Bonnet                                         | 55 min 41 s 2                                       | Christel Dewalle                                    | 1 h 9 min 12 s 6                                    |
| 2024  | Rémi Bonnet                                         | 57 min 17 s 6                                       | Susanna Saapunki                                    | 1 h 10 min 37 s 7                                   |
| 2025  | Rémi Bonnet                                         | 56 min 5 s 7                                        | Maude Mathys                                        | 1 h 9 min 9 s 5                                     |

 Record de l'épreuve